# پیوتر باسین
پیوتر باسین (انگلیسی: Pyotr Basin; ۲۵ ژوئن ۱۷۹۳ – ۱۶ ژوئیهٔ ۱۸۷۷) نقاش مذهبی، تاریخی و پرتره روسی بود. او همچنین به عنوان استاد در آکادمی امپریال هنر خدمت کرده‌است.
وی نقاشی را در سال ۱۸۱۳ در آکادمی امپریال هنر نزد واسیلی شبویف آموخت. پس از فارغ‌التحصیلی، یازده سال بعد را در رم با کمک هزینه تحصیلی گذراند، او در آنجا از آثار رافائل کپی کرد و تقریباً ۱۰۰ نقاشی از خود خلق کرد که بسیاری از آنها در موضوعات اساطیری بودند.
پس از بازگشت به سن پترزبورگ در سال ۱۸۳۰، که توسط تزار نیکلای یکم فراخوانده شد تا روی پروژه ای کار کند، او به خاطر به تصویر کشیدن سقراط در نجات آلکیبیادس (۱۸۲۸) به عضویت آکادمی درآمد.

## نگارخانه

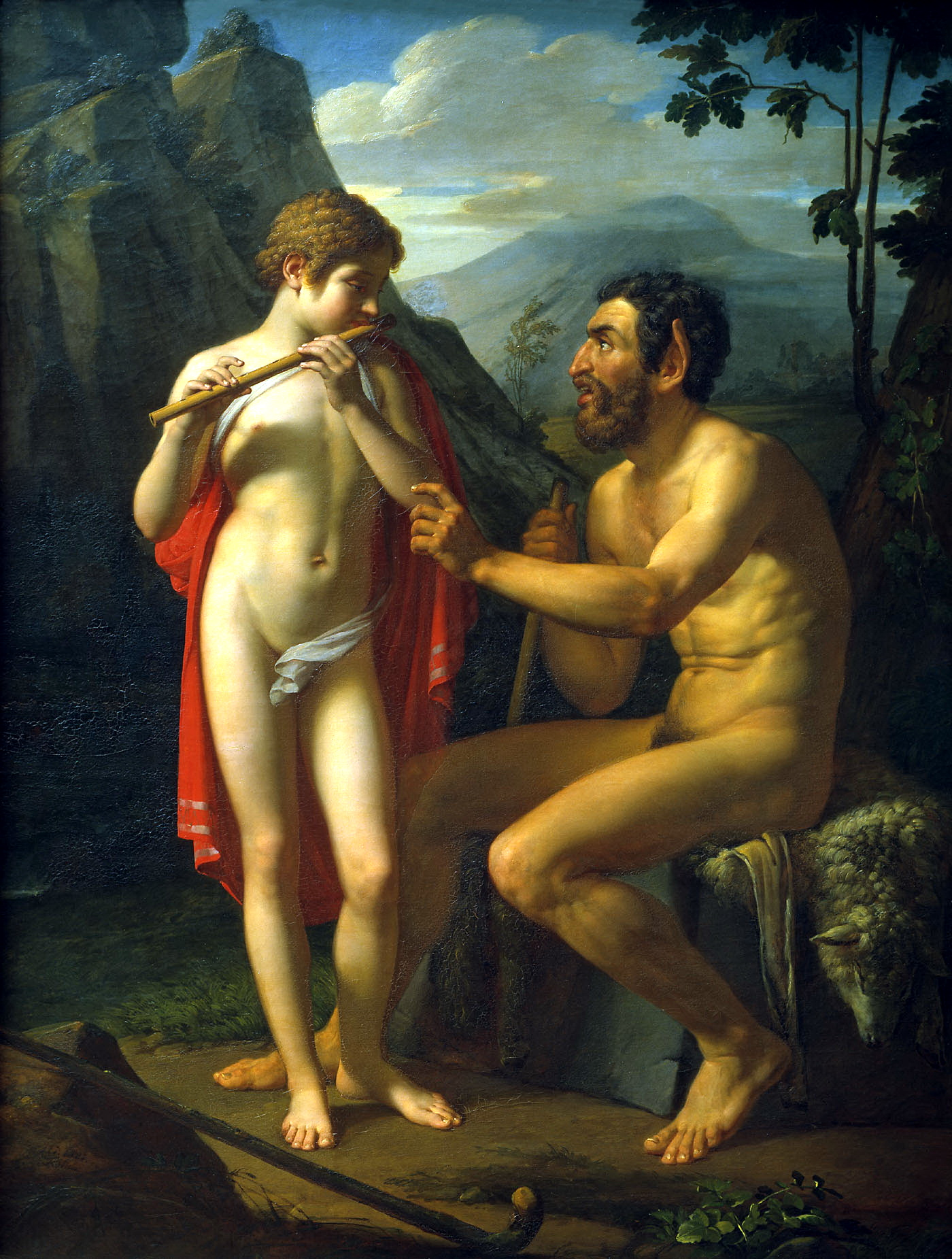
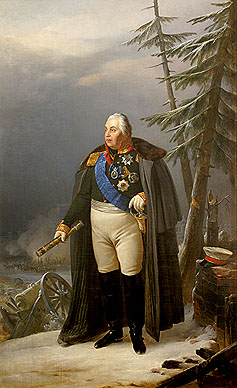
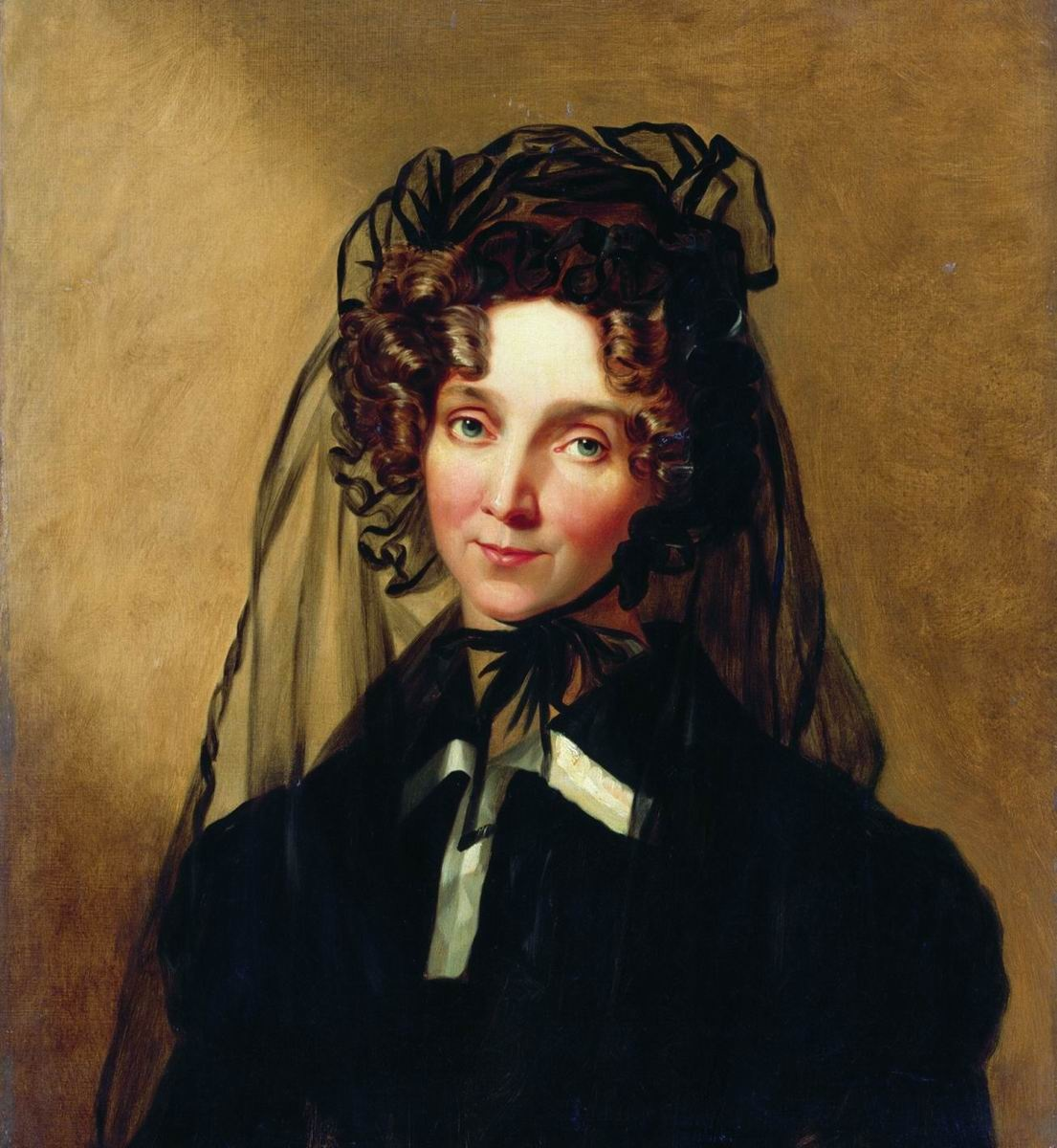
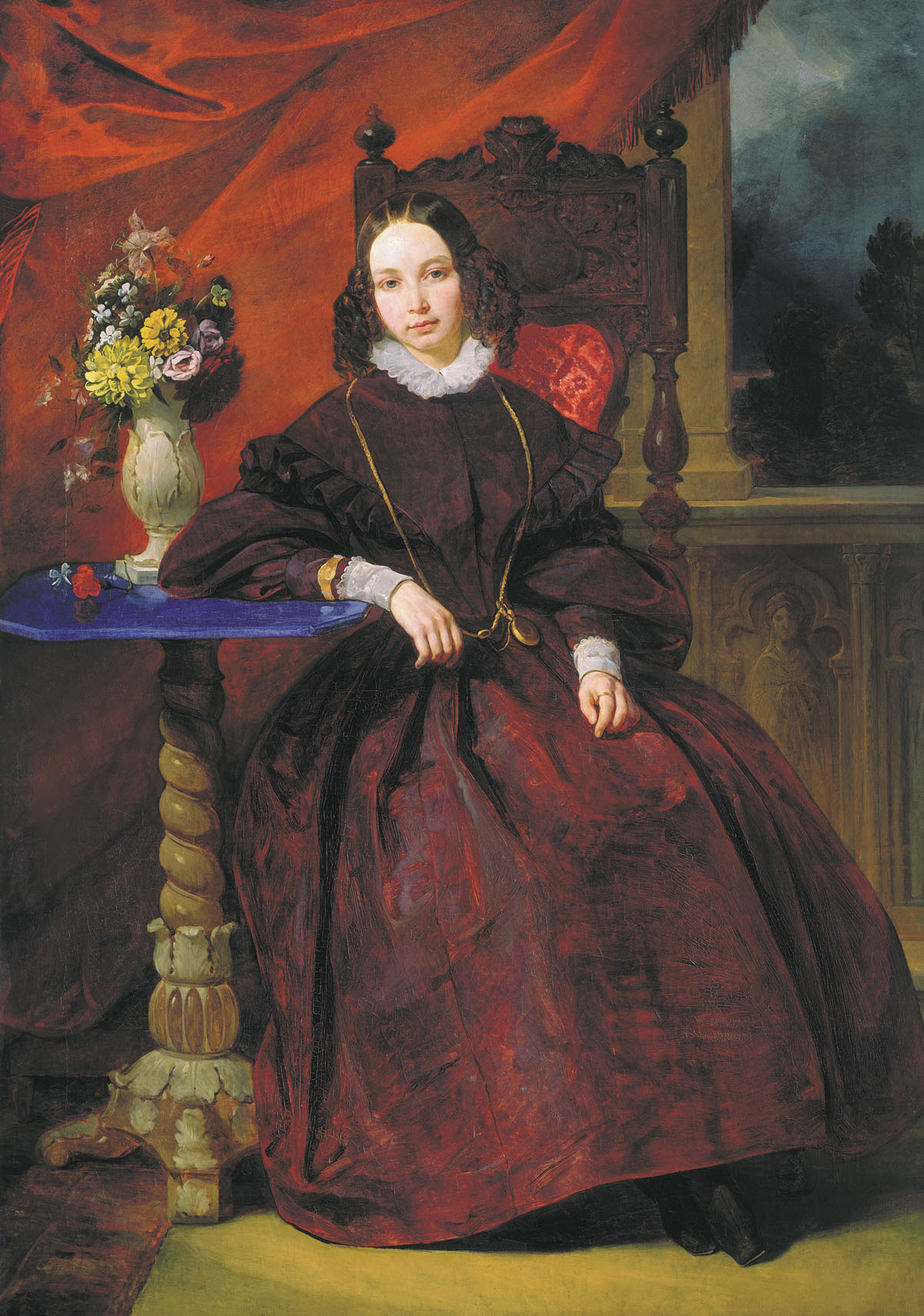
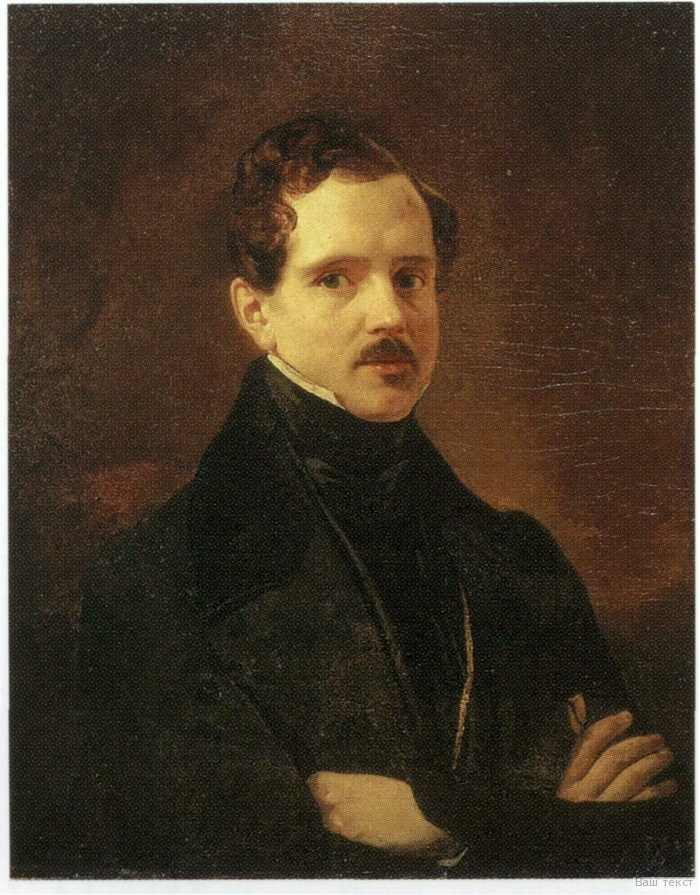
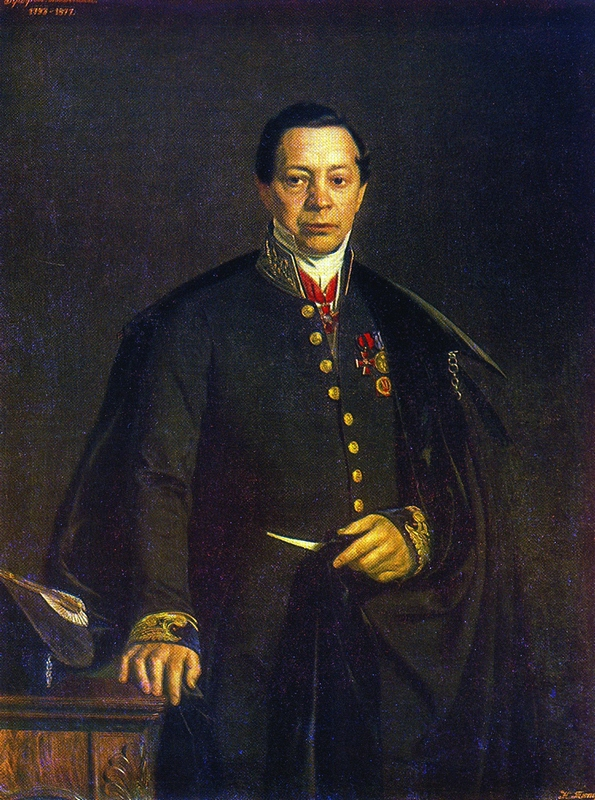
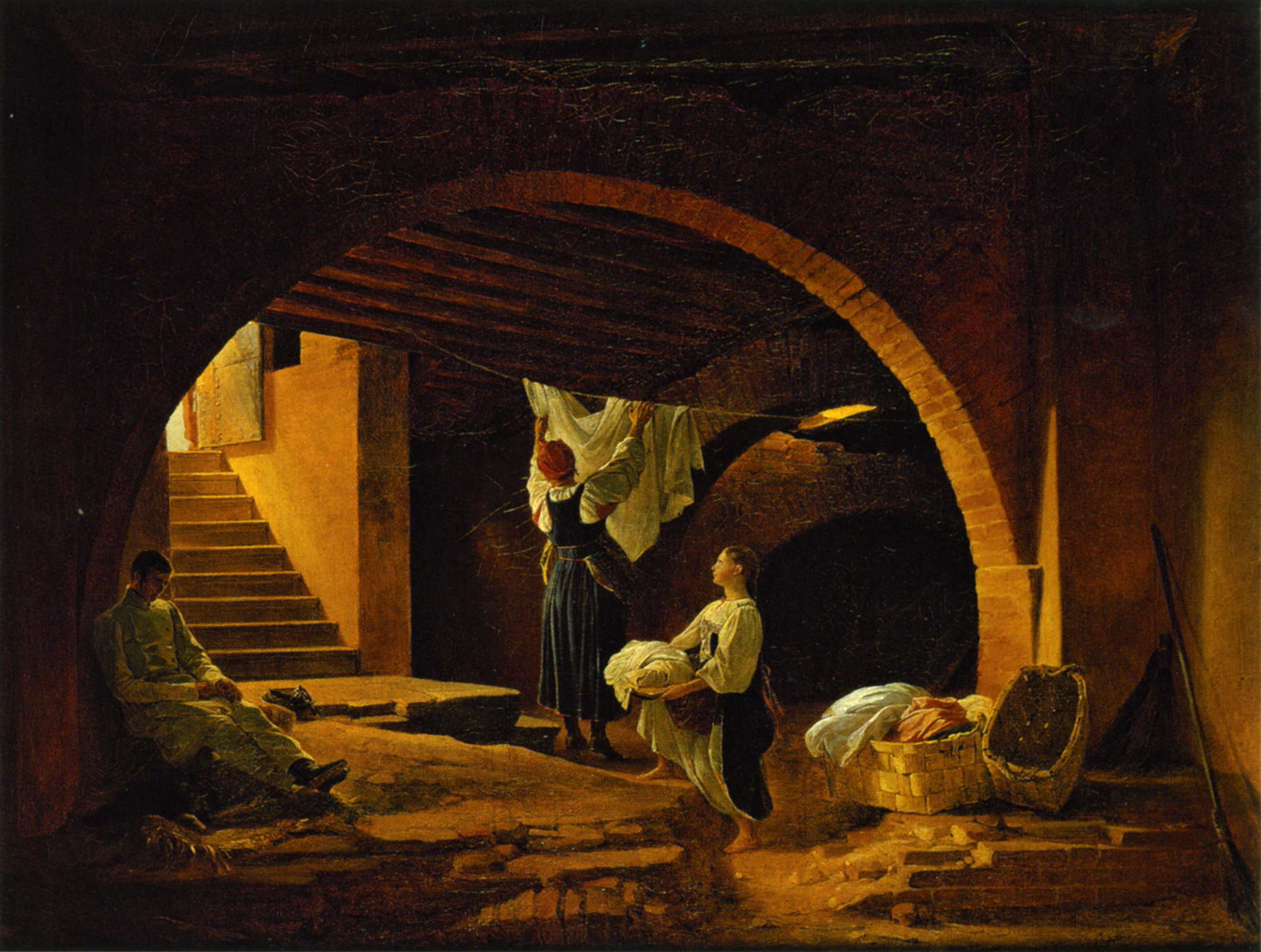
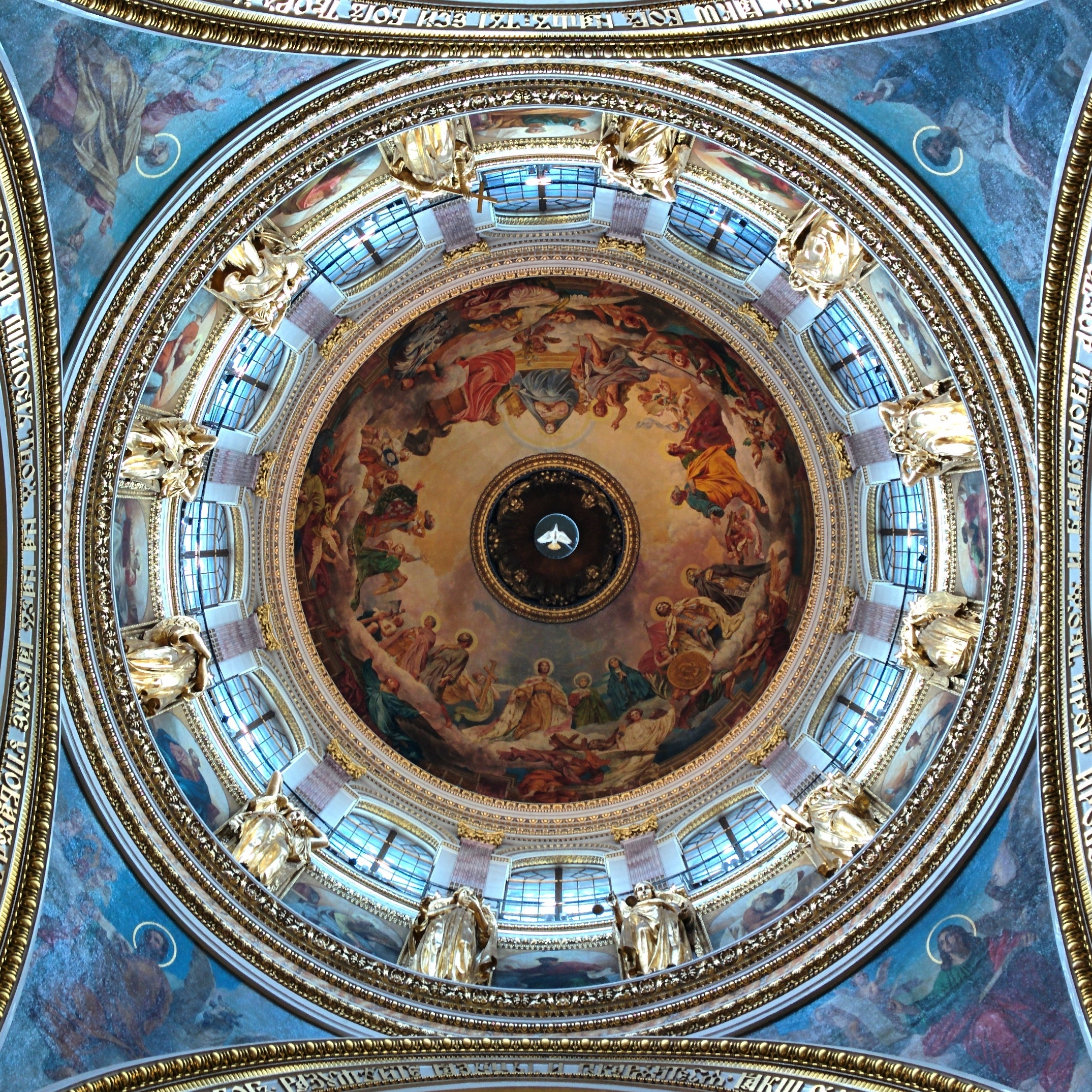